# Israelisches Eisenbahnmuseum

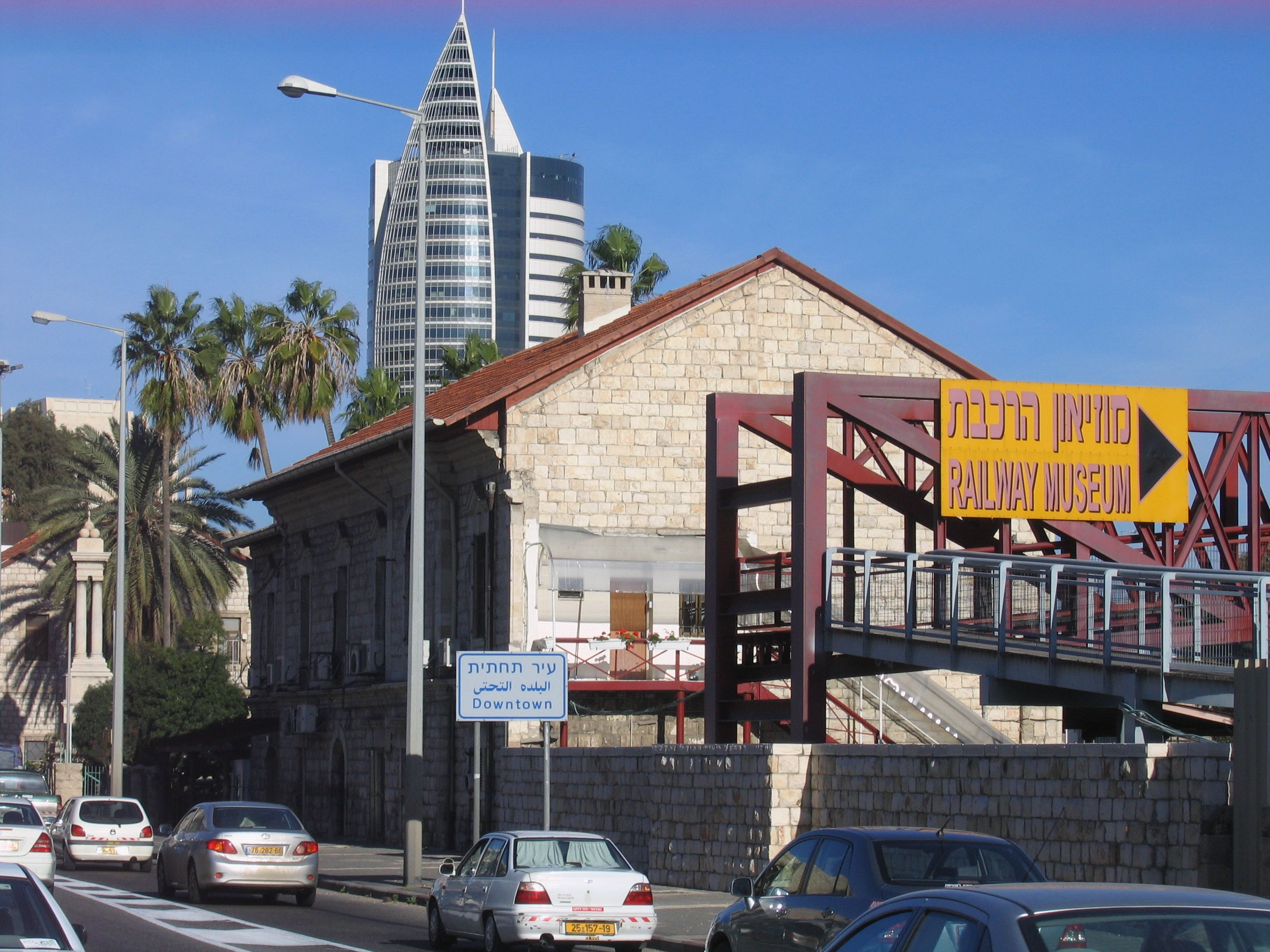
Passerelle zum Museum vorm erhaltenen Nordflügel des Bahnhofs Haifa Mizrach, 2010

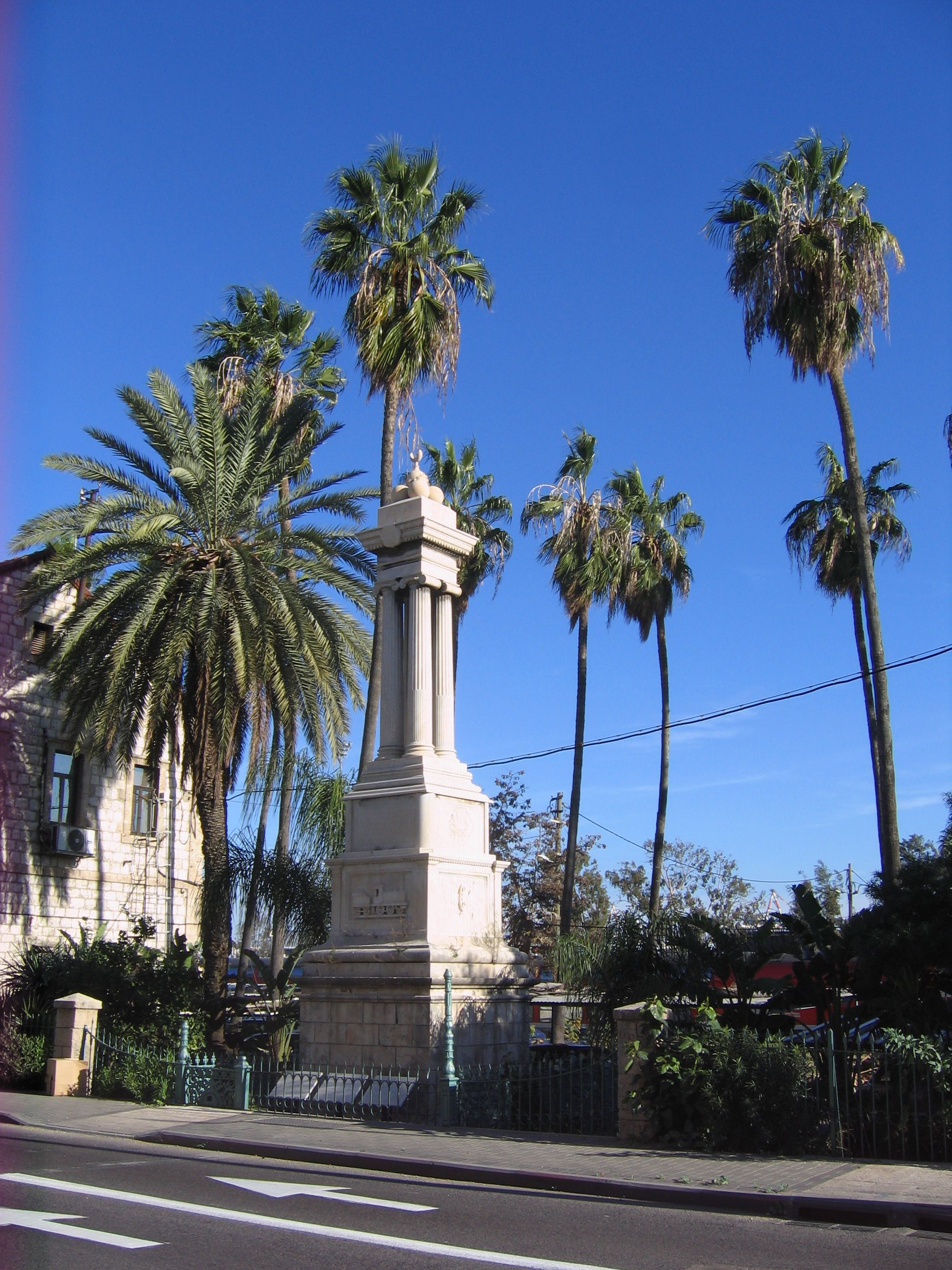
Hedschasbahn-Denkmal nördlich vom Bahnhof Haifa Mizrach

Das Israelische Eisenbahnmuseum (hebräisch מוּזֵיאוֹן רַכֶּבֶת יִשְׂרָאֵל Mūzey'ōn Rakkevet Jisra'el, englisch Israel Railway Museum) in Haifa ist das nationale Eisenbahnmuseum von Israel.

## Institution
Das 1983 gegründete Museum wird durch Israel Railways betrieben, zum Teil mit ehrenamtlicher Unterstützung Interessierter. Es liegt an dem heute im Planverkehr nicht mehr bedienten Bahnhof Haifa Mizrach (Haifa Ost) und nutzt zum Teil Anlagen, die ab 1908 der Hedschasbahn als Ausbesserungswerk (Aw) für schmalspurige Fahrzeuge dienten. Dies macht es für an Eisenbahngeschichte Interessierte über seine Sammlung hinaus interessant. Das 1932 an der Strecke nach Akko eröffnete Ausbesserungswerk Qischon (סַדְנָאוֹת קִישׁוֹן Sadna'ōt Qīschōn) für Fahrzeuge der Normalspur (und bis 1951 auch der Schmalspur) liegt jenseits des gleichnamigen Flusses im nördlichen Haifa und löste die Werkstätte von 1908 ab. 

## Historischer Hintergrund
Das Museum dokumentiert die Geschichte der Eisenbahn seit 1892 im heutigen Israel, in seinen territorialen Vorgängern und zum Teil auch den Anliegerstaaten, in die das Bahnnetz Palästinas früher reichte. Die Eisenbahngeschichte ist hier besonders vielfältig, weil mit jedem Wechsel des politischen Systems seit dem Osmanischen Reich jeweils auch das Eisenbahnsystem weitgehend zerstört und in abgewandelter Form neu errichtet wurde. Diese Epochen sind:
- Osmanisches Reich: Eisenbahn Jaffa–Jerusalem (J&J-Linie), Hedschasbahn (insbesondere deren Nebenstrecken Haifa–Dar'a, Afula–Nablus und Haifa–Akko)
- Erster Weltkrieg: Osmanische Militärbahn in Palästina, Sinai-Bahn
- Völkerbundsmandat Palästina: Palestine Railways (PR), Militärbahn Haifa–Beirut–Tripoli (HBT-Linie)
- Israel: Rakkevet Israel (RI)

## Ausstellung

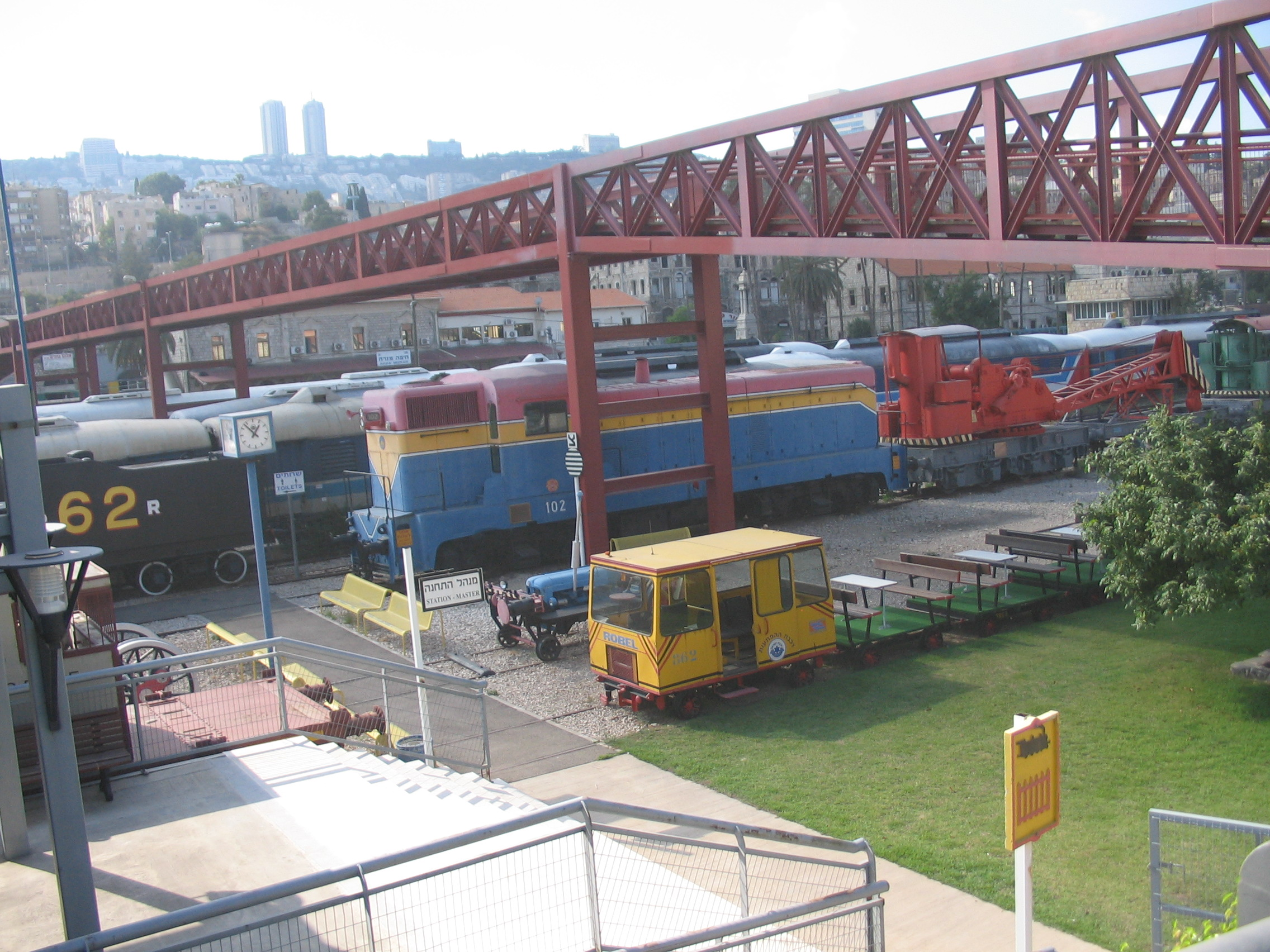
Freigelände mit Passerelle

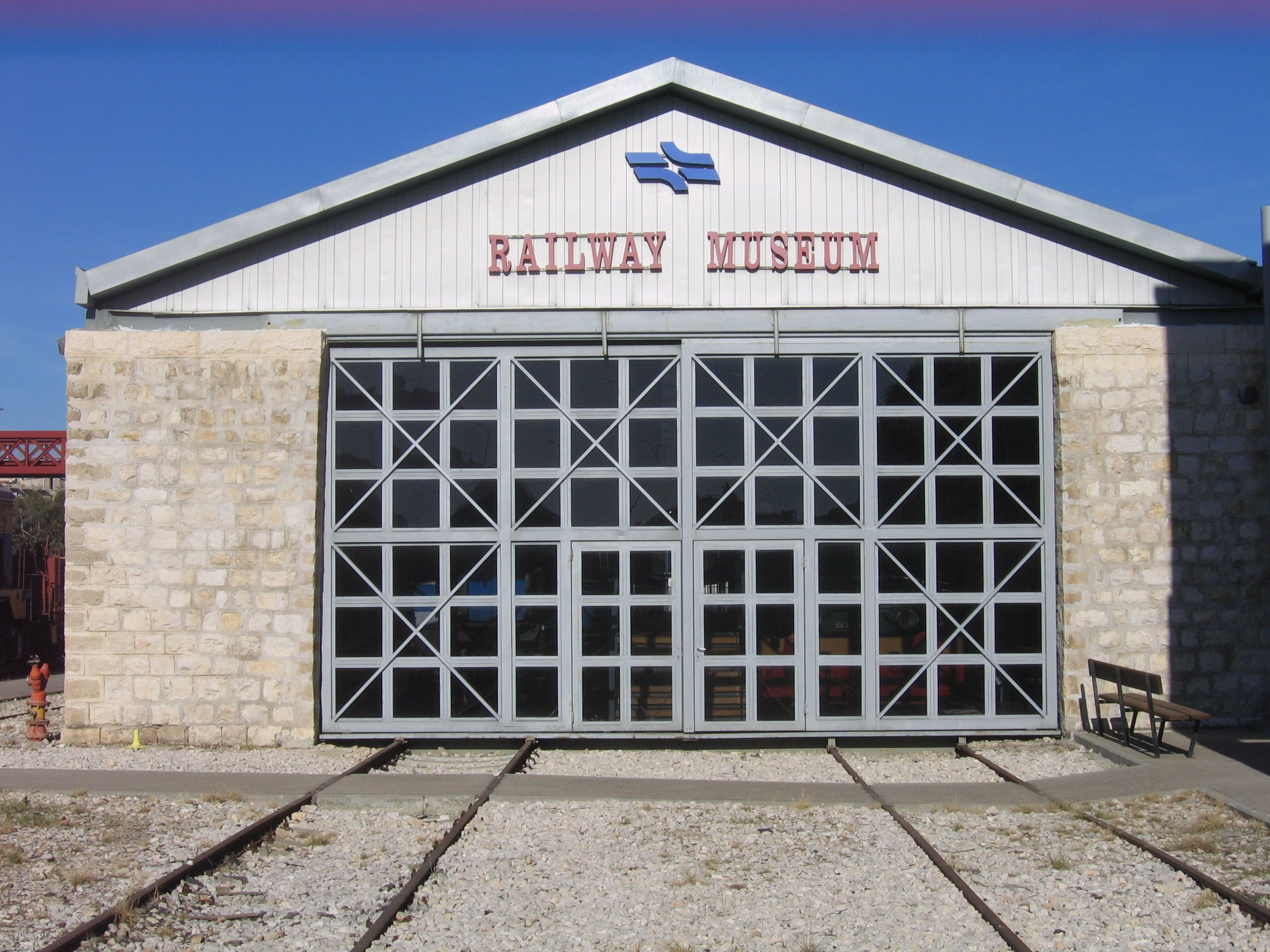
Fahrzeughalle

Die Fahrzeuge werden sowohl in Hallen als auch auf einem Freigelände gezeigt. Im Jahr 2000 wurde das Museumsgelände erweitert. Die historischen Gebäude aus der Zeit der Hedschasbahn, südlich der Hauptlinie Nahariyya–Beʾer Scheva wurden durch eine neue Ausstellungshalle für Schienenfahrzeuge nördlich der Eisenbahnstrecke ergänzt und auch das Freigelände wurde nach dort verlegt. Beide Museumsteile wurden mit einer Passerelle verbunden, die die Bahnstrecke überquert. In den historischen Gebäuden werden in erster Linie Ausrüstungsgegenstände gezeigt und auf Tafeln (auch in englischer Sprache) die Geschichte der Eisenbahn in Israel und seinen Vorgängerterritorien präsentiert.
2017 wurde im Bahnhof Kiryat Motzkin in einem gut erhaltenen, denkmalgeschützten, hölzernen ehemaligen Empfangsgebäude eine kleine Außenstelle des Eisenbahnmuseums eingerichtet.

## Sammlung

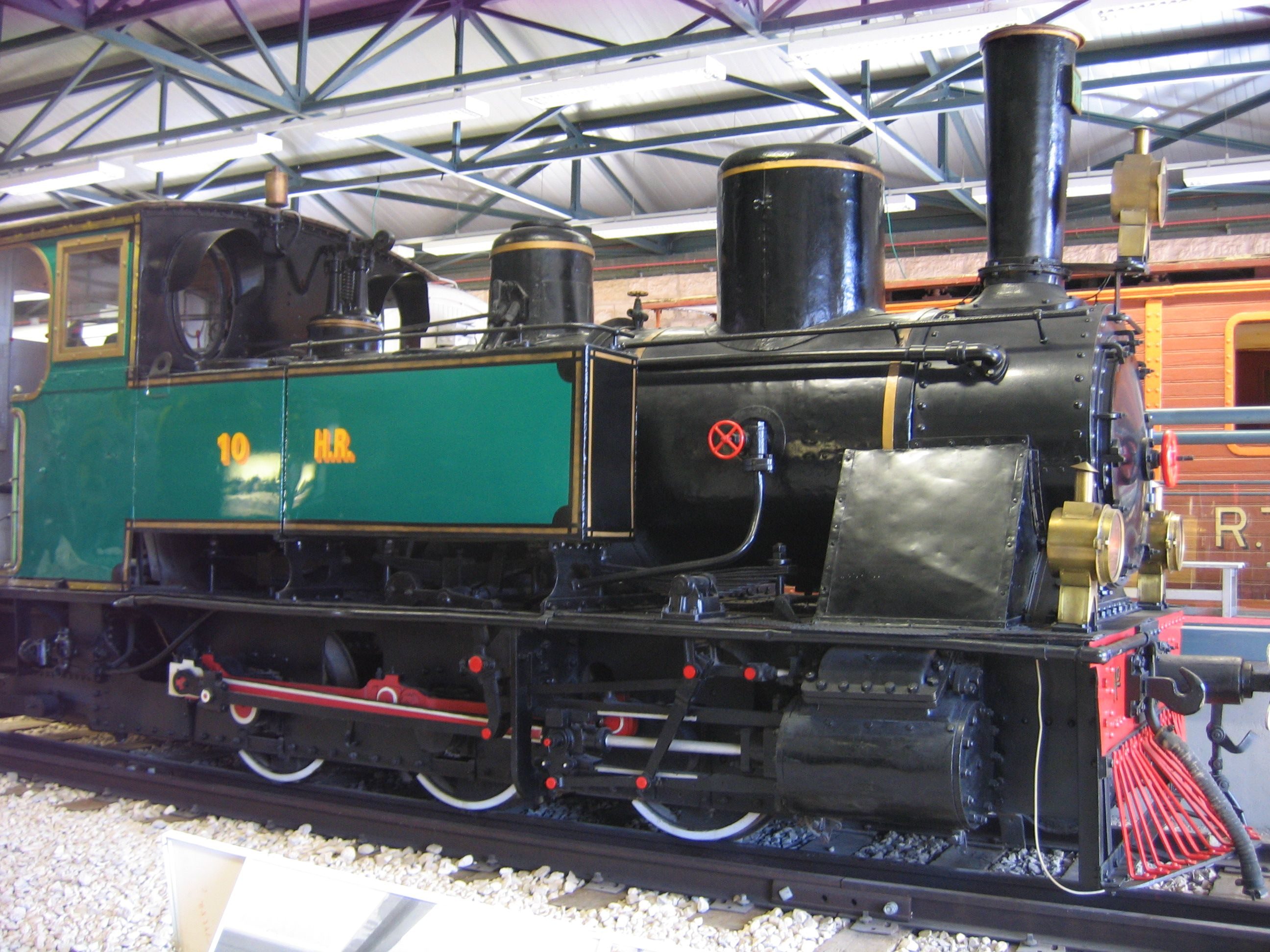
Lok Nr. 10 der Hedschasbahn

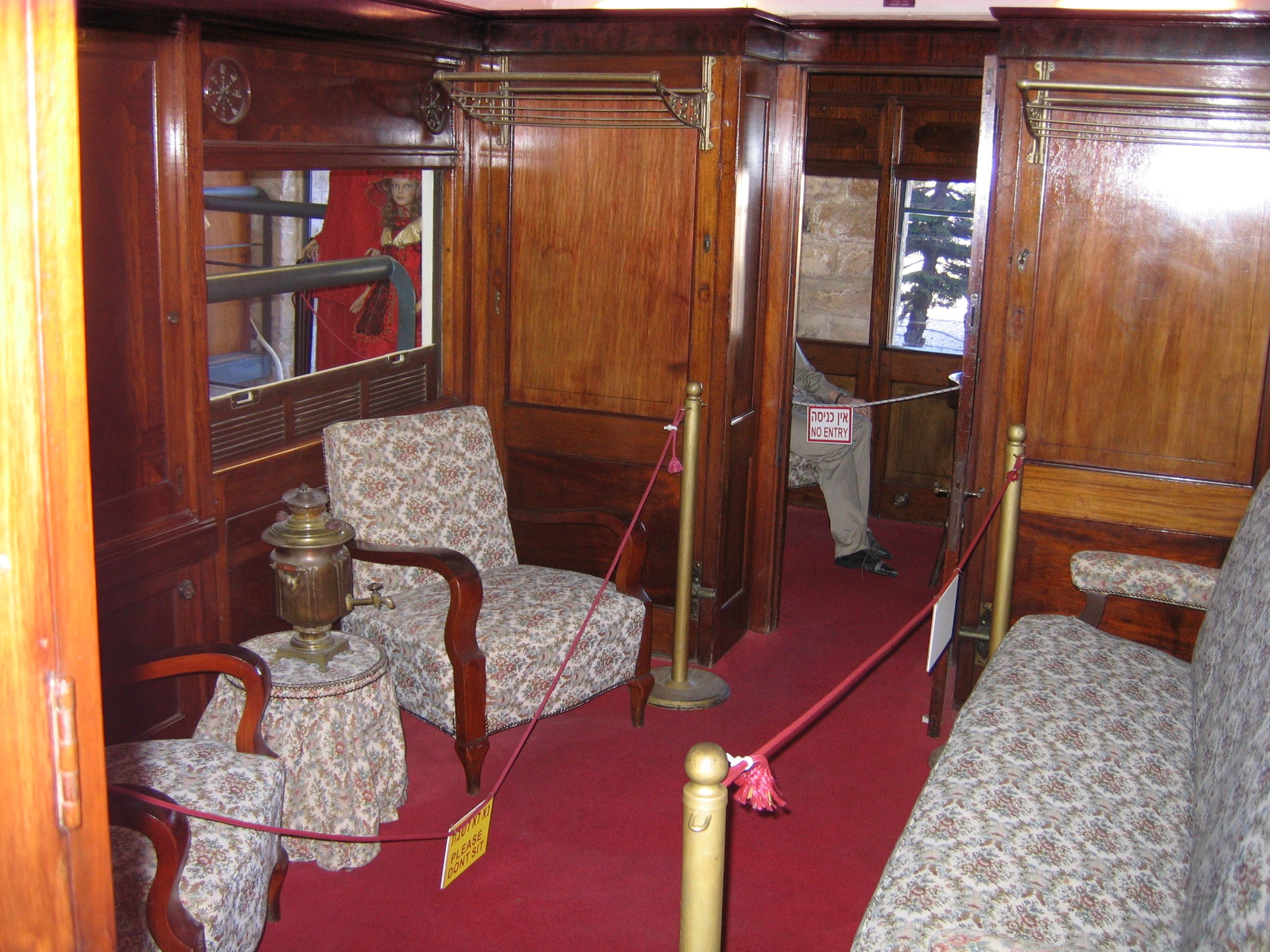
Salonwagen Nr. 98 der Palestine Railways

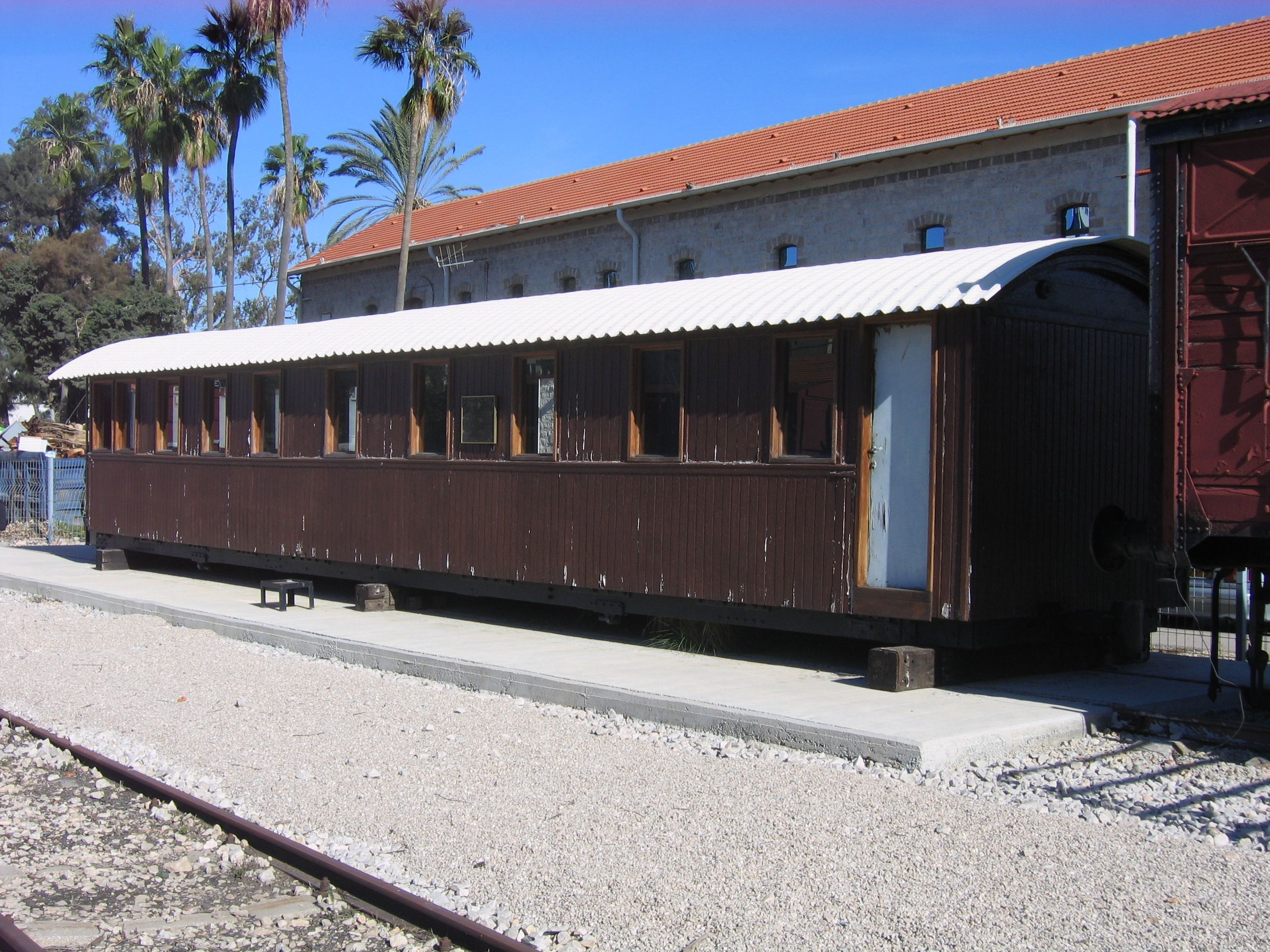
Salonwagen des Königs Abdallah ibn Husain I.

Da sich in Israel das Bewusstsein für den historischen Aspekt von Eisenbahnen erst sehr spät entwickelte, sind Exponate aus der Dampf-Ära selten. Die gezeigte Sammlung besteht aus Eisenbahnfahrzeugen, Signalen, zahlreichen kleineren Gegenständen aus dem Eisenbahnbetrieb und Archivgut, etwa historischen Fahrkarten. Herausragende Ausstellungsstücke sind:
- Die Rangierlokomotive, eine Tenderlokomotive, Nr. 10 (0-C-0) der Hedschasbahn, die einzige vollständig erhaltene Dampflokomotive in Israel. Sie wurde von Krauss-Maffei in München gebaut.[2]
- Salonwagen Nr. 98, gebaut in Birmingham (England) 1922. Prominente Nutzer waren: Kaiser Haile Selassie von Äthiopien, Königin Elisabeth von Belgien, Winston Churchill und David Ben-Gurion.[3] Das Fahrzeug ist vermutlich das einzig erhaltene der ehemaligen Palestine Railways, das einmal bis nach Istanbul gekommen ist: Mit einer Delegation der Palästinensischen Eisenbahn zur Middle East Railways Conference 1947.[4]  Der Wagen war bis in die Mitte der 1960er Jahre im Einsatz.
- Salonwagen Nr. 437 der Hedschasbahn. Er wurde 1910 als Personenwagen dritter Klasse in Belgien von Baume & Marpent hergestellt. Von der Palestine Railways wurde das Fahrzeug zu einem Salonwagen für König Abdallah ibn Husain I. von Jordanien und andere Würdenträger umgebaut. Als nach Gründung des Staates Israel die Bahnverbindung zwischen Jordanien und Israel unterbrochen wurde, befand sich der Salonwagen offensichtlich im Ausbesserungswerk und verblieb auch da. Er wurde „entkernt“ und in den Folgejahren als Betriebs-Synagoge des Aw genutzt.
- Sanitätswagen Nr. 4720 der Britischen Armee aus dem Ersten Weltkrieg. Der Wagen wurde 1893 in Belgien für die Egyptian National Railways gebaut. Er wurde von der Israelischen Armee im Krieg von 1956 erbeutet.
- Diesellokomotive 212, eine Rangierlokomotive, gebaut von der Maschinenfabrik Esslingen 1956 und an Israel geliefert im Rahmen der Reparationsleistungen nach dem Holocaust.

## Besuch
Das Museum ist von Sonntag bis Donnerstag von 8:30 bis 15:30 Uhr geöffnet. Eintrittsgeld oder Scheck wird erhoben.
Über den Leiter des Museums ist es für größere Gruppen (mehr als 25 Personen), die das Museum besuchen wollen, möglich, im sonst vom Personenverkehr nicht mehr bedienten Bahnhof Haifa Mizrach fahrplanmäßige Intercity-Züge der Verbindung zwischen Haifa und Nahariya halten zu lassen.

## Galerie

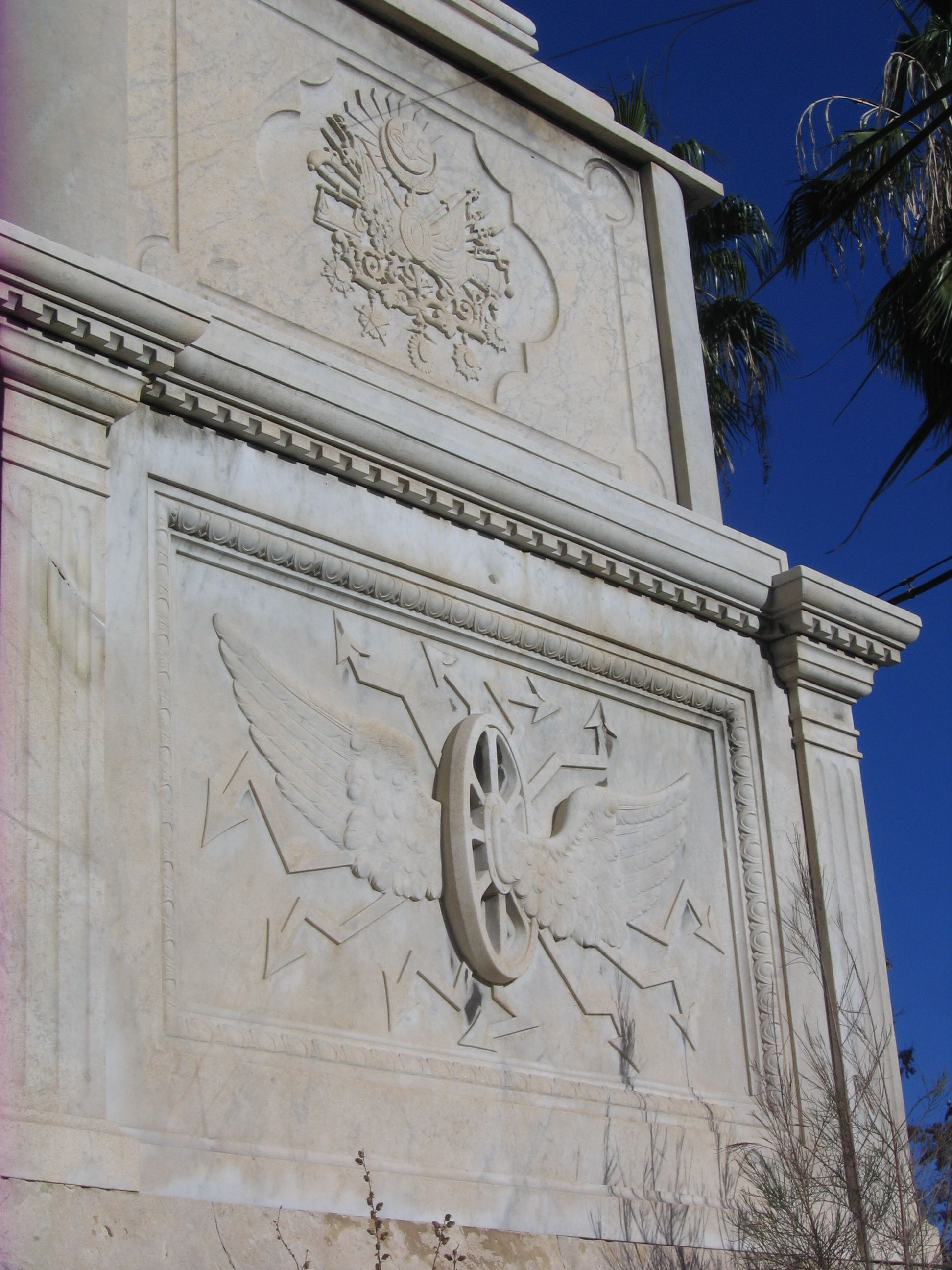
Hedschasbahn-Denkmal, Detail
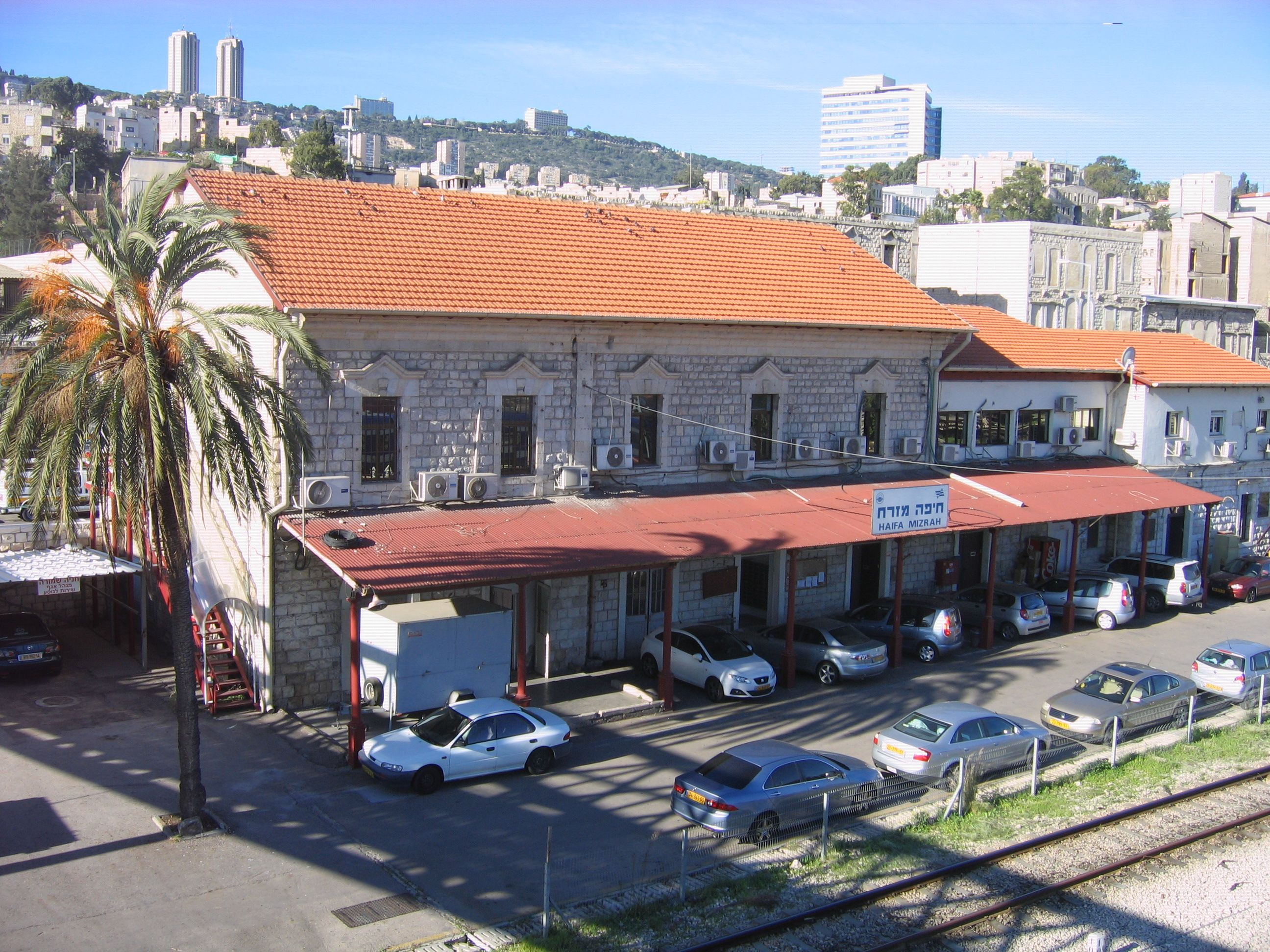
Ehemaliges Empfangsgebäude der Hedschasbahn, später: Haifa Mizrach (Ost)
1050 mm Spurweite Krauss Tenderlok Nr. 10 der Hedschasbahn 1902
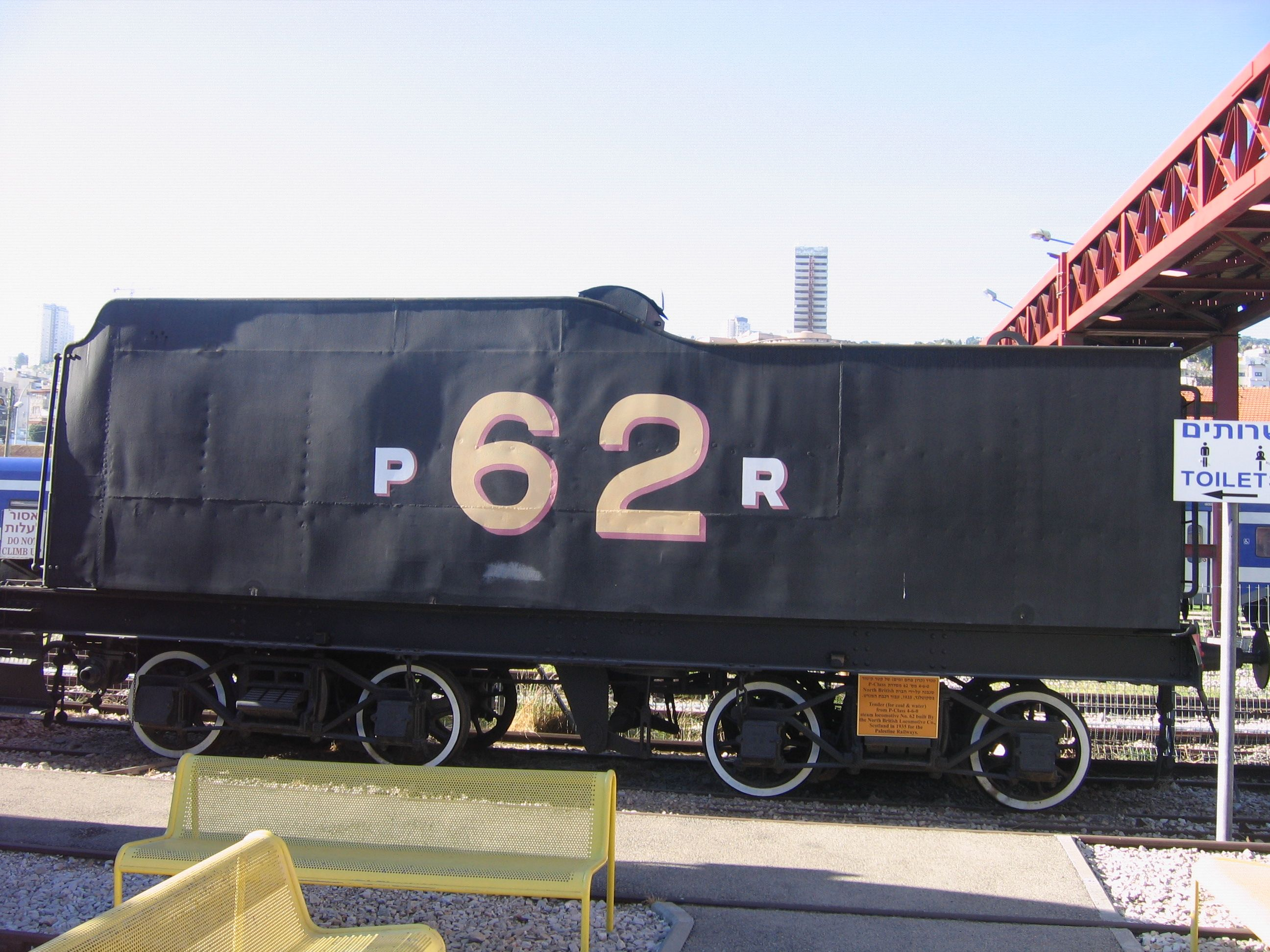
Tender der NBL 2C Dampflokomotive Nr. 62, Palestine Railways P-Klasse 1935
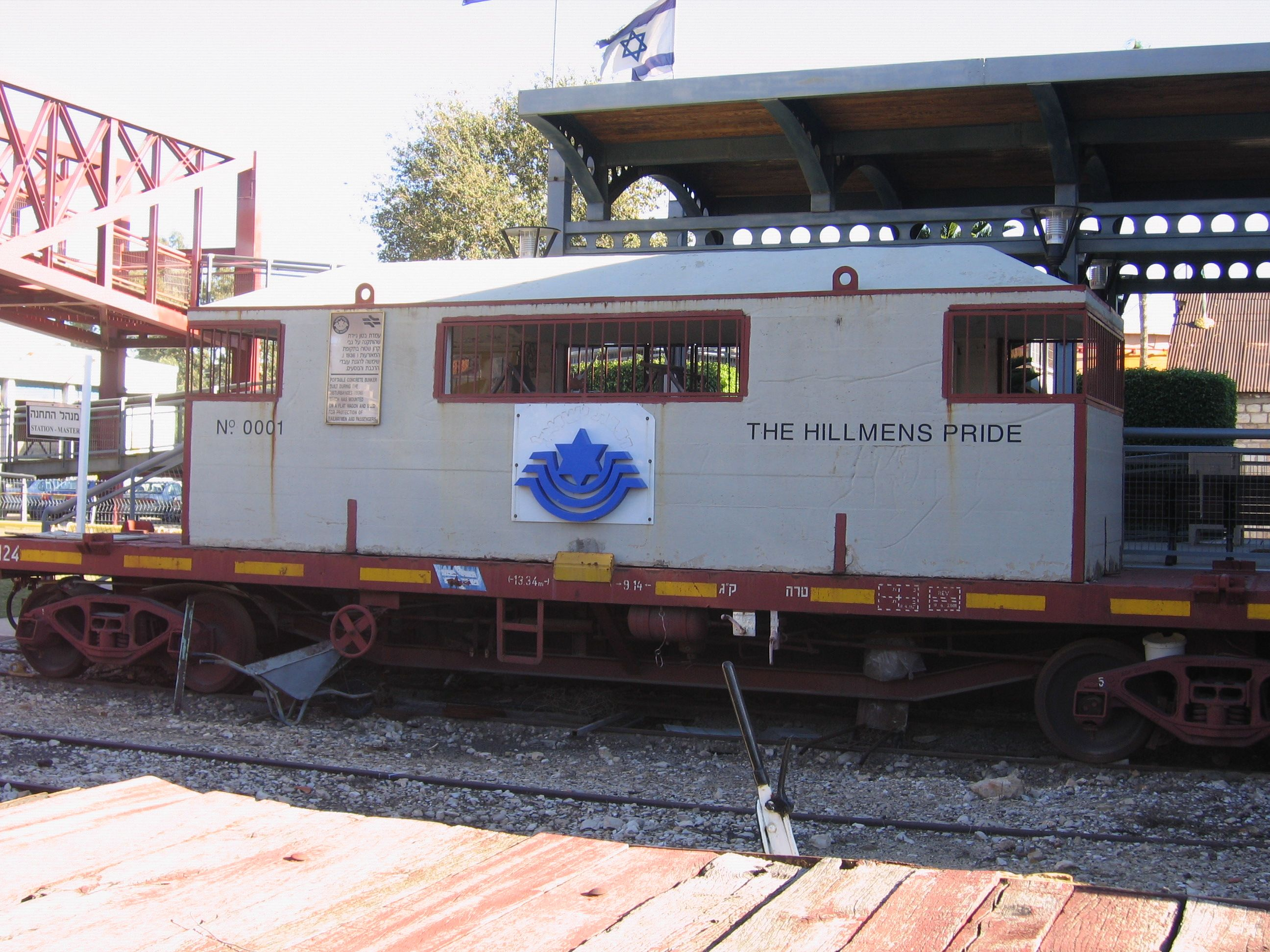
Betonbunker auf Flachwagen, Palestine Railways 1936
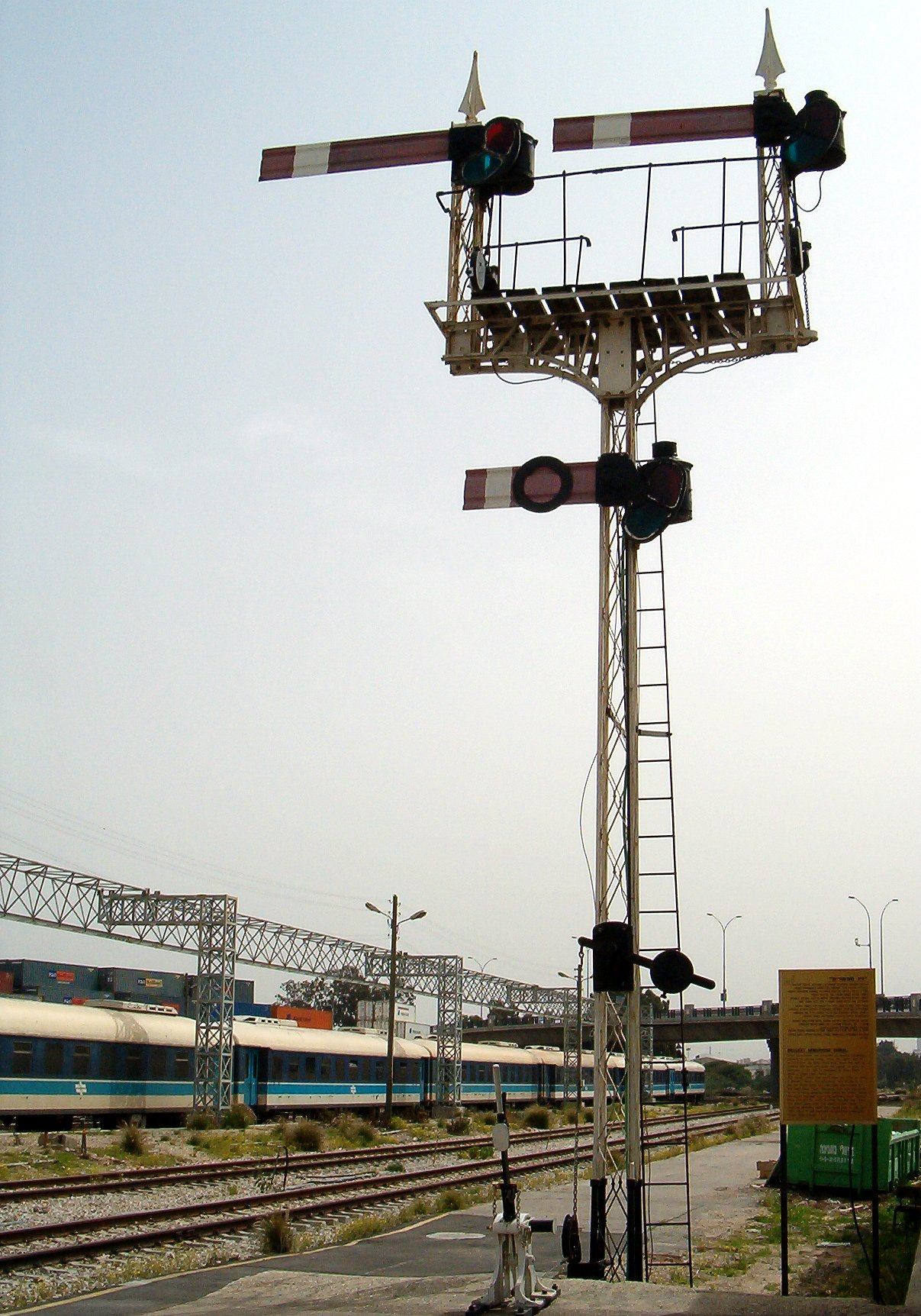
Historische Flügelsignale
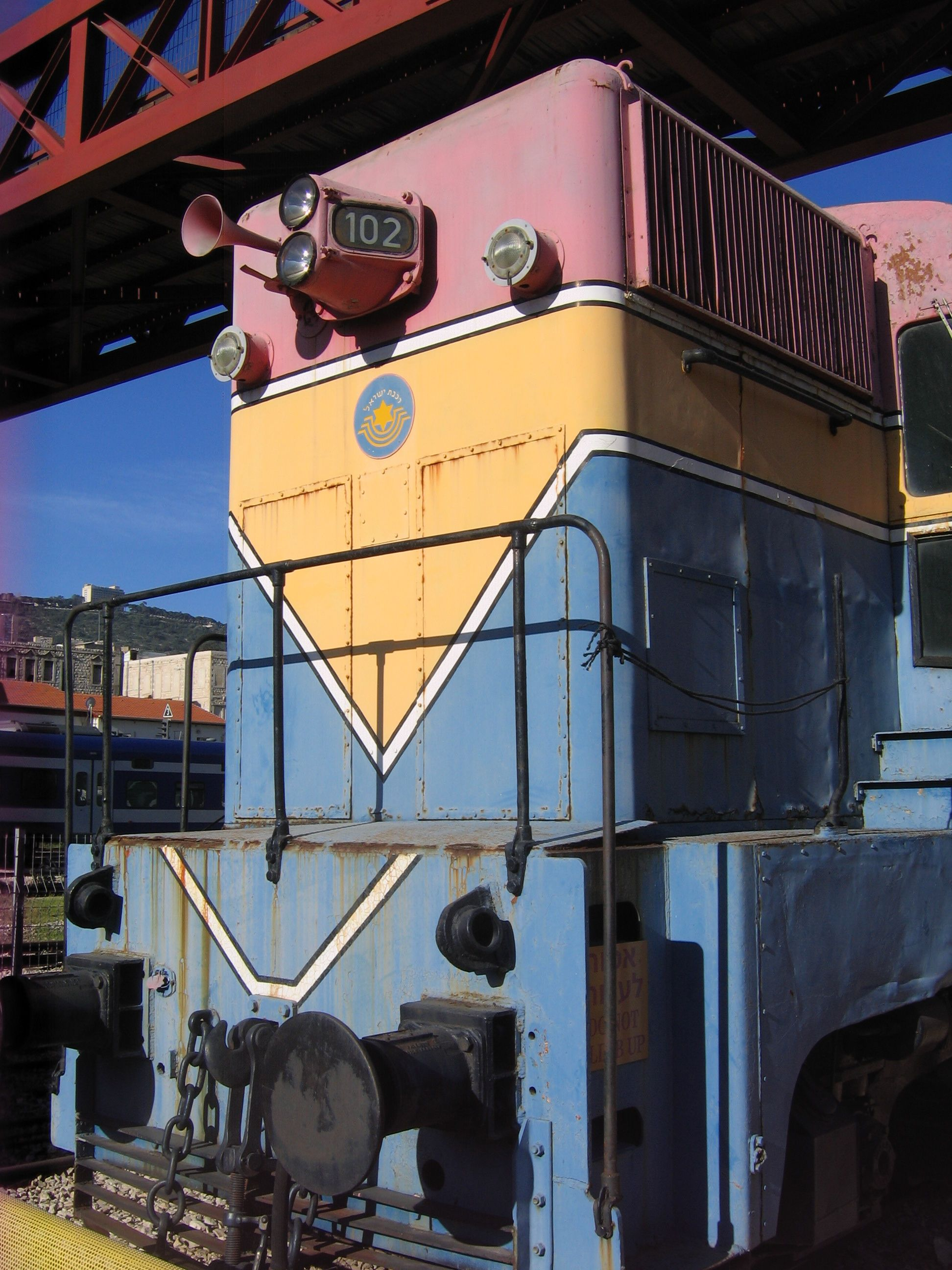
Dieselelektrische SAFB Lok Nr. 102 von 1951
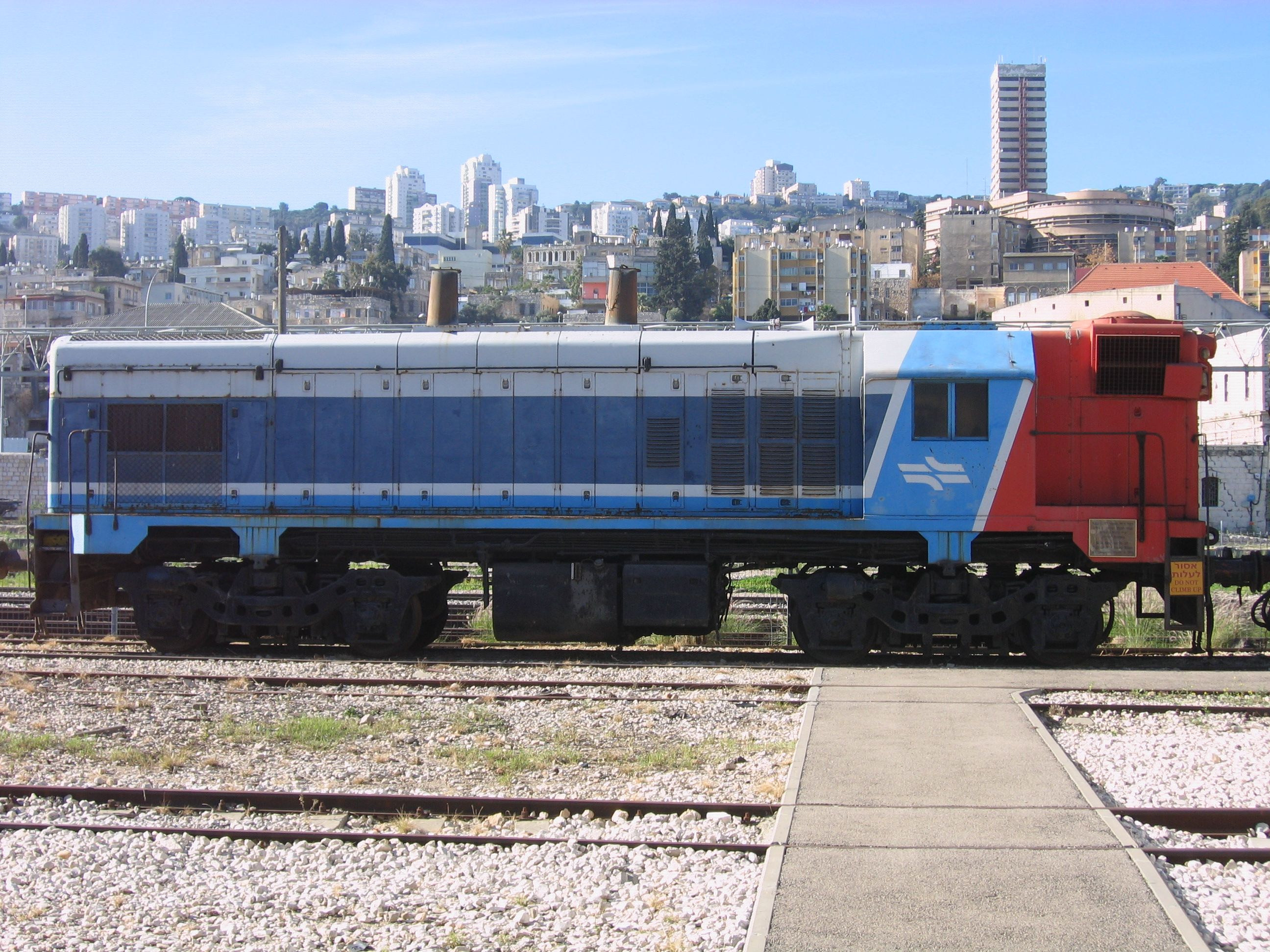
Dieselelektrische EMD G12 Lok Nr. 107 von 1954
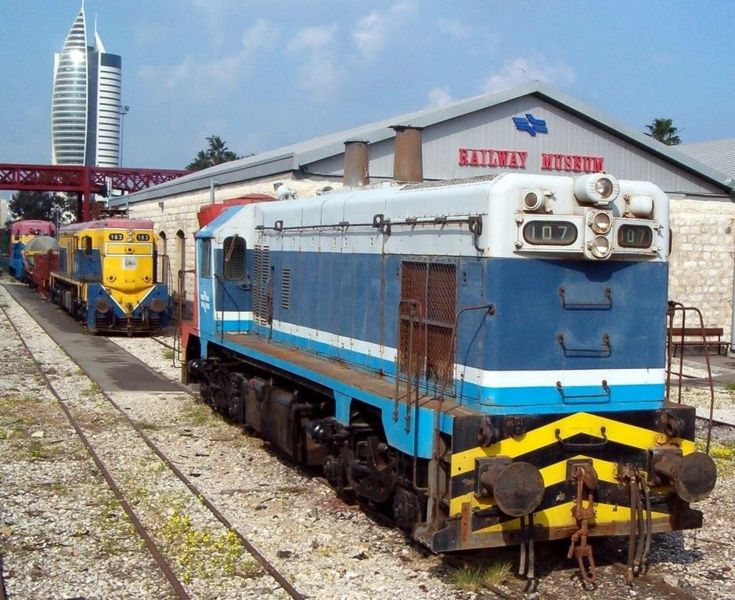
EMD Dieselelektrische G12 Lok Nr. 107 von 1954

## Literatur

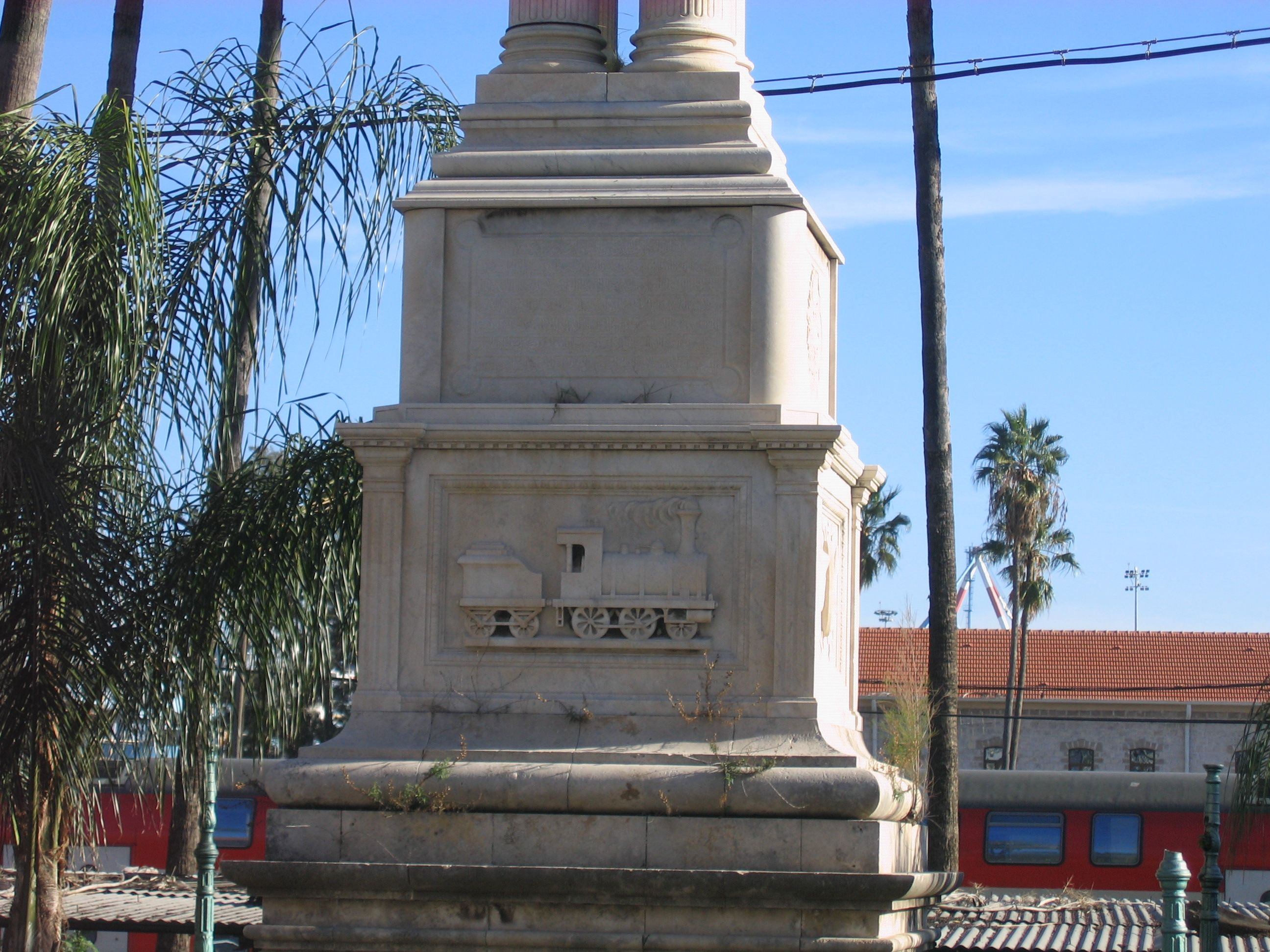
Hedschasbahn-Denkmal, Detail